# Chaldée (thème)
Pour l’article homonyme, voir Chaldée.

Les thèmes byzantins vers 842.

Le thème de Chaldée, Chaldie ou Chaldia (en grec byzantin Χαλδία / Chaldía) est une province de l'Empire byzantin située en Asie Mineure : elle correspond à la côte Sud-Est de la mer Noire, avec pour centre administratif Trébizonde. Durant la fin du Moyen Âge, cette région devient le cœur de l'empire de Trébizonde jusqu'à sa chute en 1461.

## Géographie
Initialement, le terme de Chaldée se réfère à la région autour d'Argyropolis. Toutefois, à l'époque byzantine, ce nom désigne aussi la région côtière ainsi que la province autour de Trébizonde. Elle forme la partie orientale de la région du Pont. La Chaldée est bordée au nord par la mer Noire, à l'est par le royaume de Lazique (la partie occidentale du Royaume d'Ibérie), au sud par la Cappadoce et par l'Arménie Inférieure et à l'ouest par la partie occidentale du Pont. Les deux principales villes de la région sont les anciennes colonies grecques de Cérasonte et de Trébizonde, situées dans les vallées côtières. L'intérieur montagneux du sud de la région est connu sous le nom de Mesochaldée (ou Chaldée centrale). Il est peu habité et décrit au VIe siècle par Procope de Césarée comme inaccessible, mais riche en minerais, notamment en plomb, mais aussi en argent et en or. Les mines de la région donnent leur nom à la principale ville, Argyropolis (ou ville de l'argent, aujourd'hui Gümüşhane). 

## Histoire

Les thèmes byzantins vers 950.

Les premiers habitants de la région, les Chalybes sont mentionnés parmi les premières nations de forgerons par les auteurs classiques. En effet, le nom grec pour acier est chalybas (en grec : χάλυβας) et pourrait dériver de Chalybes. La première colonie de la région est Trébizonde, fondée vers 786 av. J.-C. par les commerçants grecs de Milet. La colonisation grecque est limitée au littoral et lors de l'emprise romaine sur l'Asie Mineure, le contrôle de Rome sur les tribus de l'intérieur reste très formel. Toutefois, les régions côtières font partie de la province romaine de Pontus Polemoniacus. Il faut attendre le règne de l'empereur byzantin Justinien Ier pour que les tribus belliqueuses telles que les Sannoi (ou Tzannoi) n'acceptent l'autorité impériale après leur conversion au christianisme. Leur territoire est inclus dans la nouvelle province d'Armenia I Magna dont la capitale est Trébizonde.
Dans la seconde moitié du VIIe siècle, l'Empire byzantin se réforme profondément. Le système administratif est complètement remanié avec l'établissement des thèmes. La région de Chaldée est d'abord une simple turme du thème des Arméniaques au VIIIe siècle, puis un doukaton. En 840 (peut-être dès 824), la Chaldée est érigée en thème. Les géographes arabes du IXe et Xe siècles décrivent ce thème différemment. Selon Ibn Khordadbeh, il comprend six places fortifiées, Qudama ibn Ja'far indique que le thème compte 4 000 soldats tandis qu'Ibn al-Faqih écrit que le stratège du thème dirige 100 000 hommes (probablement exagéré) et a deux tourmarques comme subordonnés,. Selon les documents du Xe siècle, le stratège de Chaldée reçoit un salaire annuel de 20 livres d'or, dont la moitié vient du trésor impérial et l'autre moitié vient des taxes perçues dans la province, dont la taxe commerciale perçue sur les importantes routes commerciales venant d'Orient et convergeant à Trébizonde. Au début du Xe siècle, la région sud du thème, le district de Keltzene, est détachée et rattachée au nouveau thème de Mésopotamie.

Les thèmes de l'Empire byzantin à la mort de Basile II en 1025.

Jusqu'aux conquêtes byzantines en Orient à la fin du Xe siècle, la Chaldée constitue le thème stratégique sur la frontière nord-est de l'Empire byzantin. Vers 923, son stratège Bardas Boilas tente de se révolter mais il est vaincu par Jean Kourkouas, soutenu par son frère Théophile Kourkouas, nommé nouveau stratège du thème. À ce poste, Théophile offre un soutien précieux aux campagnes de son frère contre les Arabes. Durant les années 1091-1095/1098 puis 1126-1140, le thème voit son autonomie réaffirmée dans les faits. Au cours de la première période, c'est le dux (duc) Théodore Gabras qui dirige la région. Celle-ci est en effet coupée du reste du territoire byzantin à la suite des conquêtes seldjoukides. Au début du XIIe siècle, si l'Empire byzantin rétablit son autorité sur la région, il est confronté en 1103-1104 à la rébellion du gouverneur Grégoire Taronitès qui finit par être vaincu. Lors de la deuxième période (1126-1140), le dux Constantin Gabras est à l'origine d'une nouvelle rébellion contre l'empereur Jean II Comnène. 
Après la division de l'empire causée par la quatrième croisade en 1204, la région devient le centre du nouvel empire de Trébizonde. Au XIVe siècle, le territoire de cet empire se confond avec celui de l'ancien thème de Chaldée.